# Ананий Охридски
Ананий е православен духовник, охридски архиепископ през 1763 година.
Сведенията за архиепископ Ананий са оскъдни. Преди да заеме охридската катедра е велик протосингел на Цариградската патриаршия. Той става архиепископ през май 1763 година, но по-късно през същата година е отстранен от тази длъжност.